# Inodrillia amblytera
Inodrillia amblytera är en snäckart som först beskrevs av Bush 1893.  Inodrillia amblytera ingår i släktet Inodrillia och familjen Turridae. Inga underarter finns listade i Catalogue of Life.